# Ralph Cole

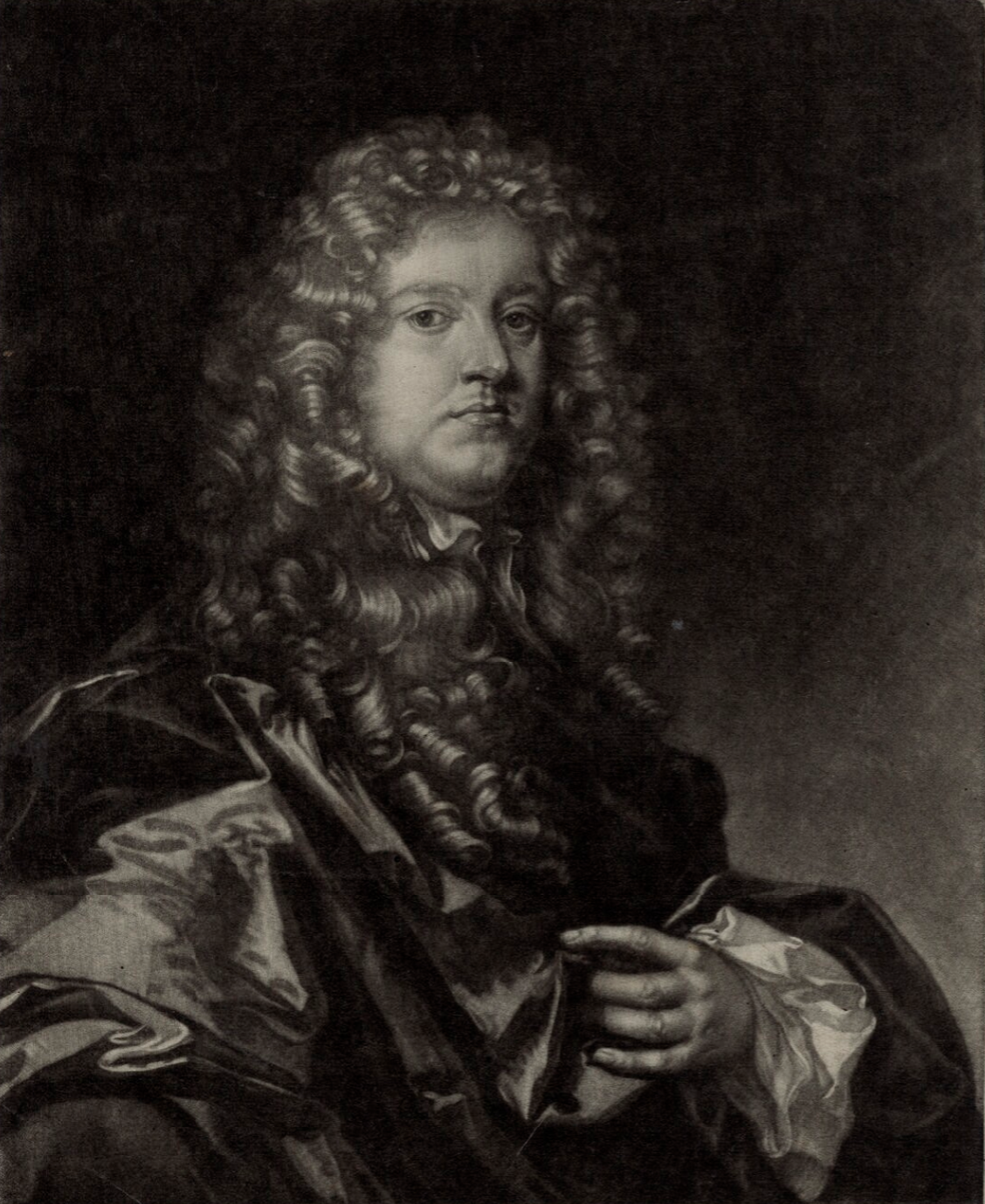
Sir Ralph Cole, c. 1700

Sir Ralph Cole, 2º Baronete (1629 - 1704) foi um político inglês.

## Vida
Cole era filho de Sir Nicholas Cole, 1º Baronete e da sua primeira esposa Mary Liddell, filha de Sir Thomas Liddell, 1º Baronete. O seu pai era prefeito de Newcastle upon Tyne e um rico comerciante que era dono do castelo Brancepeth.
Em 1660, Cole sucedeu ao baronete do seu pai. Ele foi membro do Parlamento pela cidade de Durham entre 1678 e 1679.